# Piskorzów (powiat dzierżoniowski)

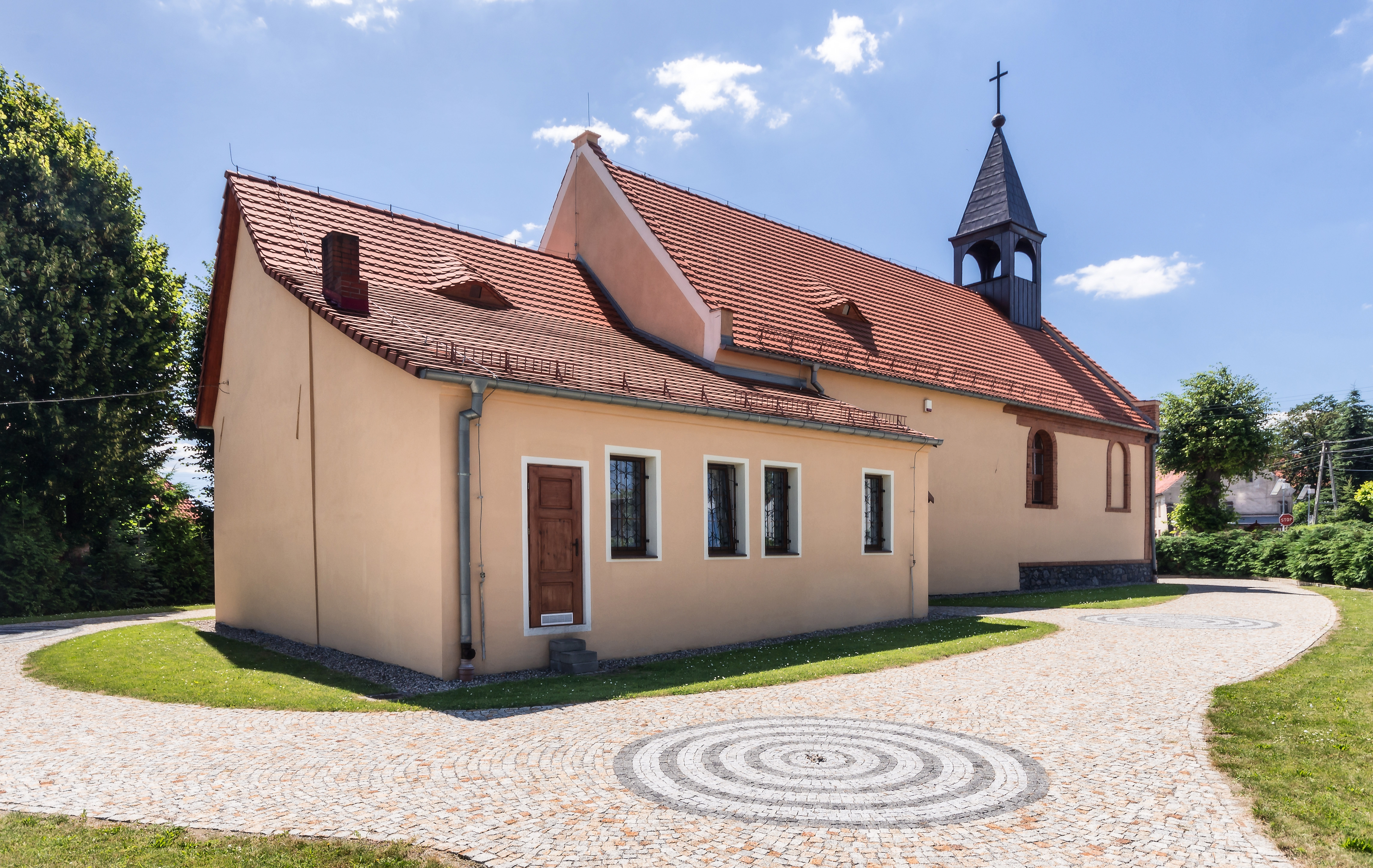
Kościół Św. Jana Nepomucena w Piskorzowie

Piskorzów (niem. Peiskersdorf) – wieś w Polsce, położona w województwie dolnośląskim, w powiecie dzierżoniowskim, w gminie Pieszyce.
W latach 1973–2015 był częścią Pieszyc. Od 1 stycznia 2016 znów samodzielna wieś. Wieś Piskorzów, położona jest na północny zachód od Pieszyc (3 km, rozciąga się w Obniżeniu Podsudeckim i Kotlinie Dzierżoniowskiej wzdłuż rzeki Kłomnicy (lewy dopływ Piławy).
W latach 1975–1998 miejscowość należała administracyjnie do województwa wałbrzyskiego.

## Nazwa
Według niemieckiego językoznawcy Heinricha Adamy’ego nazwa miejscowości pochodzi od polskiej nazwy piasku. W swoim dziele o nazwach miejscowości na Śląsku wydanym w 1888 roku we Wrocławiu wymienia jako najwcześniej zanotowaną nazwę "Pyskerdorf" podając jej znaczenie "Sanddorf" czyli tłumacząc na język polski "Wieś piasku, piaskowa wieś". W wyniku germanizacji utraciła swoje pierwotne znaczenie.
Nazwa przechodziła długą ewolucję - odzwierciedlającą państwową przynależność Piskorzowa. Początkowa łacińska nazwa - Pyskeri Villa, przeszła w Pizbini villa wraz z przejściem Śląska na Czechy i później po przejęciu i zgermanizowaniu Czech przez Habsburgów powstała nowa wersja nazwy, zmieniająca się z czasem: Piskerdorf 1338, Peisskhersdorf 1595, Peisckersdorff 1666/67, Peiskersdorff 1743, Peiskerdorf 1785, Peiskersdorf 1845. Peiskersdorf, sl. Pyskersdorf 1887, Piskorzowice, Peiskersdorf 1896, Peiskersdorf 1941, i w końcu Piskorzów od 1945 roku.

## Integralne części wsi
| SIMC    | Nazwa   | Rodzaj    |
| ------- | ------- | --------- |
| 0984410 | Dorotka | część wsi |

## Historia
Miejscowość ma długi rodowód; pierwsze wzmianki o wsi pochodzą z 1300 roku. Znajdowały się tu: parafia ewangelicka, kościół filialny, szkoła ewangelicka, 6 młynów wodnych, gorzelnia, browar, warsztaty tkackie, cegielnia, w 1842 dwa folwarki, sołtysostwo. Począwszy od połowy XIV wieku w Pieszycach nastąpił okres częstych zmian własnościowych. Początkowo dobra były własnością rodów rycerskich, później były częścią majątków rodzin von Peterswaldów i von Gellhomów.
W XIV wieku w ręce patrycjuszy wrocławskich trafiały znaczne ilości ziemi, w tym także z okolic Pieszyc. Dobrami ziemskimi Piskorzowa handlowała m.in. rodzina Engelgerów. Dopiero od XVI wieku zaczynają się tworzyć w tym regionie pierwsze magnackie dobra, w ciągu następnych wieków wsie regionu, w tym Piskorzów były czy to przedmiotem przetargów między poszczególnymi rodzinami, czy dziedzictwem poszczególnych gałęzi rodów. Pierwszą taką znaczącą rodziną byli Peterswaldowie.
Dopiero w 1555 r. majątek von Peterswaldów uległ podziałowi na 3 części. W roku 1582 po śmierci dziedzica jednej z nich - księcia Sigismunda von Peterswaldau, Piskorzów dziedziczy najmłodszy z jego synów Hans. Z okresu śmierci Hansa von Peterswald pochodzą pierwsze wzmianki o granicznym, przejście - chałupowym przysiółku, zwanym Klein Peterswald (późniejsze Dorothenthaal).
Do rodziny Gellhornów, właścicieli Pieszyc i okolicznych wsi przez większą część XVII stulecia, przeszedł Piskorzów poprzez intercyzę ślubną dziedziczki majątku Peterswaldów Marii von Reibnitz, na mocy której majątek przypadł mężowi Fryderykowi von Gellhorn. Do majątku pieszyckiego w 1599 r. dołączył dobra piskorzowskie - w 1604 r. zakupione przez Heinricha von Peterswald od wdowy Anny Bebran z domu Rottwig, w 1609 odsprzedane Gellhornowi za skromną sumę 28000 talarów. Po wykupie jeszcze innych folwarków stał się on na tyle możny, że w czasie wojny trzydziestoletniej w 1619 wybrano go do rady wojennej krajowej armii obronnej.
W latach trzydziestych XVII wieku wsie wokół Pieszyc były plądrowane i w latach 1633–1634 dały 200 talarów nadwyżki dochodu. Po wojnie Ernst von Gellhorn oddał Piskorzów w dzierżawę.
Po jego śmierci w 1636 roku jego dobra, w tym Piskorzów, dziedziczy syn Ernst, z którego listu z 1651 wynika, że po wojnie trzydziestoletniej Piskorzów został prawie całkowicie wyludniony po powtarzających się przemarszach wojsk szwedzkich i cesarskich. W 1690 roku przeszedł na osiągającego pełnoletniość, młodszego syna Ernsta - Karola Aleksandra von Gellhorn. W 1700 roku wdowa po nim - ostatnim z Gellhornów, Maria Eliza von Beck sprzedała Piskorzów Hansowi von Zedlitz, a od niego z kolei kupił kupiec Bernhard Bonit von Morenthal (1708), później uszlachcony. Z jego rządami w Pieszycach wiązał się przede wszystkim szybki rozwój tkactwa. To on w 1712 odnowił zniszczoną po wojnie miejscowość Klein-Peterswaldau i nadał jej od imienia swojej żony Anny Doroty nazwę Dorotheenthal, pod którą funkcjonuje do dziś jako część Piskorzowa. Nowo założone siedlisko miało charakter osady rzemieślniczej.
Dobra powiększono 3 kwietnia 1708 o ponownie dokupione; Piskorzów, Nowiznę i Mościsko. B. Mohrenthal wydzierżawił w 1712 za 16 500 florenów swemu rządcy Samuelowi Willerowi. Zakup przez Mohrenthala dóbr w Piskorzowie i Nowiźnie uczynił go prawdziwie bogatym. Bernard Mohrenthaal zmarł w 1719 roku zostawiając swoje dobra żonie Dorocie. Ta odsprzedała je Erdmanowi von Promitzowi. Nowy pan Pieszyc i Piskorzowa niedługo potem kazał wybudować kościół w Piskorzowie.
Okolice Pieszyc, w tym Piskorzów dotknął bardzo poważnie pożar w roku 1736, który spalił znaczną część mieszkań i zabudowań gospodarskich. Straty były tak duże, że można było je porównać do tych z okresu 1618-1648.
Wojny śląskie i śmierć Promitza przyniosły w 2 pół. XVIII w. kryzys tkactwa w Pieszycach oraz okolicznych miejscowościach.
W 1761 również zaraza bydła spowodowała wiele szkód. W 1765 roku wieś przeszła na kolejną szlachecką rodzinę, tym razem Stolberg - Wernigerode i jeszcze w Księdze Adresowej z 1921 roku folwark w Piskorzowie przypisany jest do majoratu Stolberg - Wernigerode auf Kreppelhof.
W roku 1946 została założona Ochotnicza Straż Pożarna, a w 1948 drużyna piłkarska Boxmet Piskorzów, której ówczesna nazwa brzmiała Drzewiarz Piskorzów.

## Kościół św. Jana Nepomucena

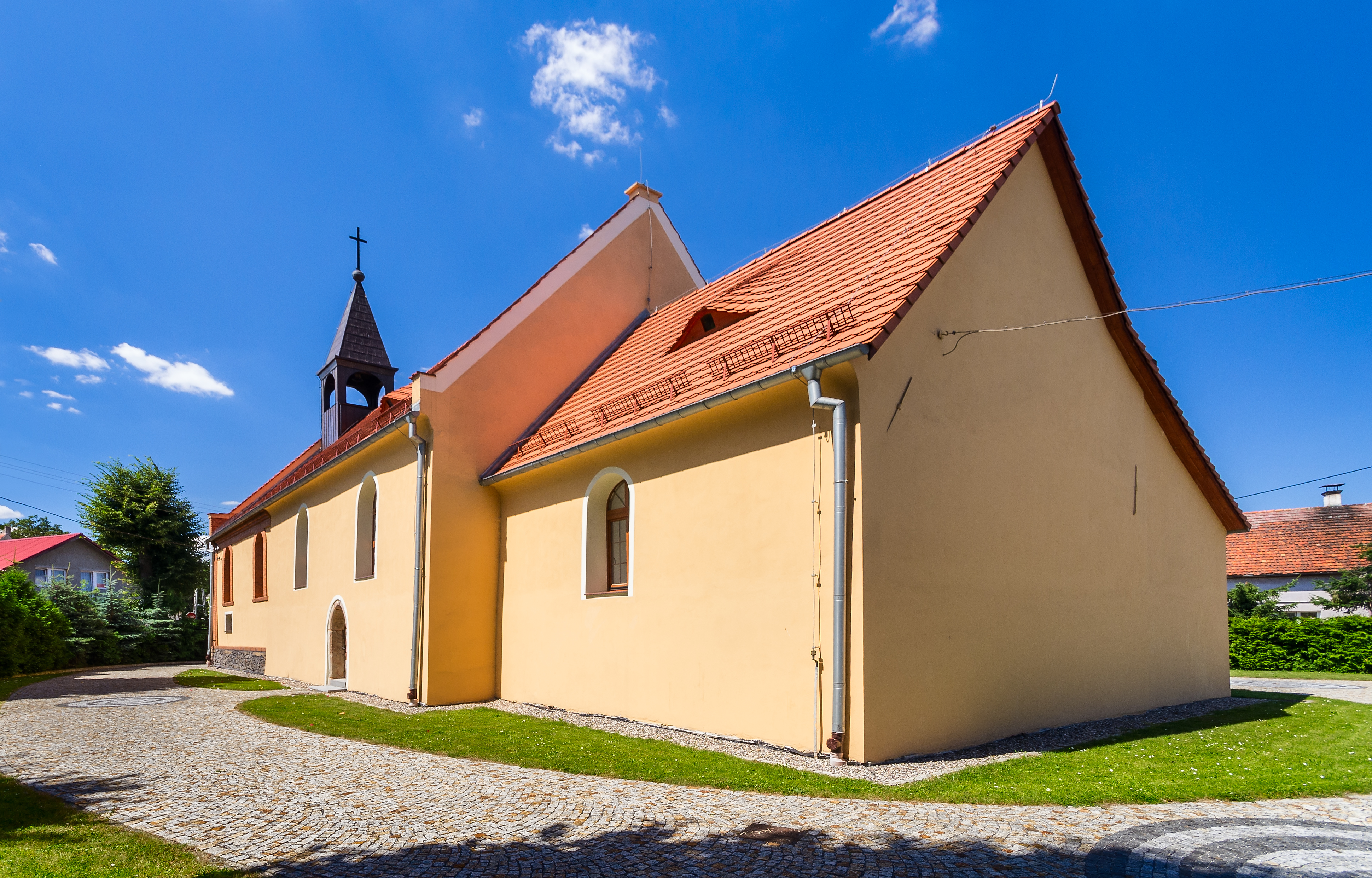
Kościół Św. Jana Nepomucena w Piskorzowie

W Piskorzowie znajduje się zabytkowy kościół św. Jana Nepomucena, należący do piskorzowskiej parafii, zbudowany w XVI w., przebudowywany w 1730 i 1921. Wielkość parafii  1 360 osób. W XVI w. ewangelicy wznieśli kościół piskorzowski. Mimo iż luteranie w Piskorzowie stanowili większość, a tzw. "redukcja" miała obejmować jedynie świątynie wzniesione przez katolików, w 1654 r. kościół został "zredukowany". Po 75 latach został przez katolików przebudowany, a w 1921 r. rozbudowany. Do 1967 r. był kościołem filialnym parafii św. Jakuba w Pieszycach.
Obecnie kościół jest bezstylową budowlą założoną na prostokącie z nieco węższym i niższym prezbiterium, do którego od północy dostawiono zakrystię. Nawę i prezbiterium nakryto ceramicznymi dachami dwuspadowymi, zakrystię przykrywa północna połać dachu prezbiterium. Ściana szczytowa zdobiona ceglanym gzymsem z fryzem arkadkowym i zwieńczona współczesną, murowaną sygnaturką trójarkadową. Wnętrze oświetlają półkoliście zamknięte okna w ceglanych opaskach. Wewnątrz wyposażenie z XVIII-XX w.